# باب پیترسون (فیلم‌ساز)
باب پیترسون (انگلیسی: Bob Peterson؛ زادهٔ ۱۸ ژانویهٔ ۱۹۶۱) انیماتور و فیلم‌نامه‌نویس اهل ایالات متحده آمریکا است.